# 李靈愛
李靈愛（英語：Gladys Li Ling-ai，1908年5月19日—2003年10月），美籍華裔電影監製，祖籍廣東省惠州，生於夏威夷。父母是第一代中國移民，在夏威夷當醫生。父親李啟輝是生理學家，母親江棣香是首位在夏威夷行醫的中國女性產科醫生，她是家中九個孩子中的老六。
她就讀于普納荷學校，1930年畢業於夏威夷大學 。
中国抗日战争爆發前，在中國生活的李靈愛鑽研中國音樂，導演国立北平艺术专科学校的戲劇。戰爭爆發后，她被迫離開中國，回美國為美國援華醫療基金項目局打造戲劇作品，并參加《新中國報》董事會。之後她搬到紐約，擔任全國共和黨婦女聯合會民族計劃的成員。
1941年，她資助并監製抗日戰爭紀錄片《苦幹——中國不可戰勝的秘密》。她被列為影片的“技術顧問”。她表示，片名“苦幹”的含義是“苦難下的英雄氣概”，這種情感反映出一種“堅持不懈排除萬難”的情緒，一種克服堅信困苦的感覺。除了創作作品，李靈愛還在罗伯特·李普利的戲劇《信不信由你》中擔任紅顏知己、舞蹈演員、救援人員和戲劇導演的角色。
在關於她的紀錄片《尋找苦幹》（2016）中，胡凱莉為年輕時候的她配音。

## 外部鏈接
- 李靈愛在互联网电影资料库（IMDb）上的資料（英文）
- 李靈愛在豆瓣上的资料（简体中文）
- Finding Kukan - Nestedegg Productions （页面存档备份，存于）